# Калъат-эль-Мудик
Ка́лъат-эль-Муди́к (араб. قلعة المضيق‎, ка́лъат эль-муды́к) — город на северо-западе Сирии, расположенный на территории мухафазы Хама. Входит в состав района Скальбия. Является центром одноимённой нахии.

## Географическое положение
Город находится в северо-западной части мухафазы, к востоку от реки Эль-Аси, на высоте 260 метров над уровнем моря.

Калъат-эль-Мудик расположен на расстоянии приблизительно 39 километров к северо-западу от Хамы, административного центра провинции и на расстоянии 204 километров к северу от Дамаска, столицы страны.

## История
В эпоху Ахеменидов город был известен как Фарнака. После завоевания Александра Македонского переименован в Пеллу. Позднее, в период правления Селевка I Никатора, город претерпел перепланировку и получил новое название Апамея, которое связано с именем жены царя Апамы. Апамея, находившаяся в сейсмоактивной зоне, много раз подвергалась разрушению (особенно сильно город пострадал в 115, 526, 528, 1157 и 1170 годах).
В 611 году город был захвачен и разрушен армией шахиншаха Хосрова II Парвиза, однако, впоследствии, был вновь отвоёван византийцами. В 638 году, в ходе арабского завоевания Сирии, Апамея сдалась войскам Абу Убайда ибн аль-Джарраха. При арабским правителях город именоваться Афамия (или Фамия). В конце XI века Афамия попала под контроль сельджукских эмиров. В период с 1111 по 1149 годы город входил в состав владений крестоносцев, после изгнания которых, в период правления Нур ад-Дина Занги (1146—1174), была возведена ныне существующая крепость Калъат-эль-Мудик.

## Население
По данным официальной переписи 2004 года численность населения города составляла 12 925 человек (6626 мужчин и 6299 женщин). Насчитывалось 2000 домохозяйств. В конфессиональном составе населения преобладают сунниты.

## Транспорт
Через город проходит национальная автотрасса 56. Ближайший гражданский аэропорт — Международный аэропорт имени Басиля Аль-Асада.